# 大屯街道 (个旧市)
大屯街道，原大屯镇，位于蒙自坝子内，是中华人民共和国云南省红河哈尼族彝族自治州个旧市下辖的一个乡镇级行政单位。地处个旧市东北部，与蒙自市毗连 ，位于滇南中心城市核心区内。

## 历史
民国二十八年（1939年）设镇，隶属蒙自县。1951年，划入个旧市。人民公社运动时期，改大屯公社，其间曾短暂划回蒙自。自1962年起，隶属个旧市。2019年，撤镇设街道，12月23日正式成立。

## 行政区划
大屯街道下辖以下地区：
大屯社区、大屯村、团结村、红土坡村、杨家寨村、戴家庄村、龙井村、楼坊寨村、小寨村、新瓦房村、云锡大屯选厂工矿区和云锡松树脚分矿工矿区。